# Leonhard Händl
Leonhard „Hardy” Händl (ur. 13 marca 1942) – niemiecki lekkoatleta, średniodystansowiec. W czasie swojej kariery startował w barwach Republiki Federalnej Niemiec.
Zdobył złoty medal w sztafecie szwedzkiej 4+3+2+1 okrążenie (w składzie: Händl, Werner Krönke, Rolf Krüsmann i Jürgen Schröter) na europejskich igrzyskach halowych w 1966 w Dortmundzie.
Był halowym wicemistrzem RFN w biegu na 400 metrów w 1966 i brązowym medalistą w biegu na 800 metrów w 1974.
Startował w klubie MTV Ingolstadt.